# 対数平均

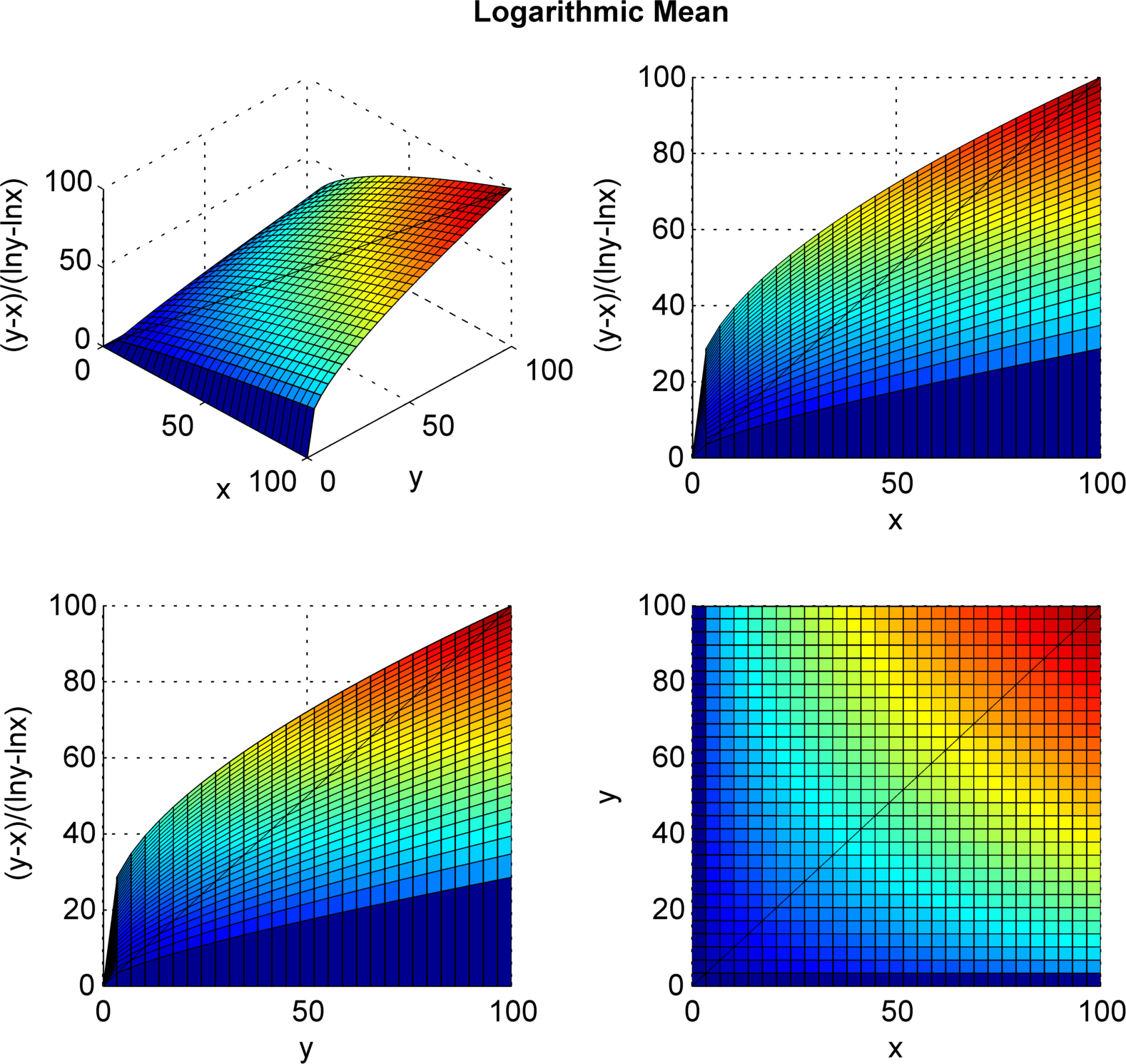
対数平均の3次元グラフ

対数平均（たいすうへいきん、英: logarithmic mean）とは、下記式で定義される値のこと。
{\displaystyle {\begin{aligned}M_{\text{lm}}(x,y)&=\lim _{(\xi ,\eta )\to (x,y)}{\frac {\eta -\xi }{\ln {\eta }-\ln {\xi }}}\\[6pt]&={\begin{cases}0&{\text{if }}x=0{\text{ or }}y=0,\\x&{\text{if }}x=y,\\{\dfrac {y-x}{\ln {y}-\ln {x}}}&{\text{otherwise}}\end{cases}}\end{aligned}}}
x, y は0以上の実数である。
伝熱などで使われる。対数平均温度差も参照。幾何平均と混同しないように注意。

## 他の平均との関係
幾何平均 ≤ 対数平均 ≤ 算術平均が成立する。
{\displaystyle {\sqrt {xy}}\leq M_{\text{lm}}(x,y)\leq {\frac {x+y}{2}}\qquad {\text{ for all }}x\geq 0{\text{ and }}y\geq 0.}
また、以下の関係式も成り立つ。
- 算術平均: {\displaystyle {\frac {M_{\text{lm}}\left(x^{2},y^{2}\right)}{M_{\text{lm}}(x,y)}}={\frac {x+y}{2}}}
- 幾何平均: {\displaystyle {\sqrt {\frac {M_{\text{lm}}\left(x,y\right)}{M_{\text{lm}}\left({\frac {1}{x}},{\frac {1}{y}}\right)}}}={\sqrt {xy}}}
- 調和平均: {\displaystyle {\frac {M_{\text{lm}}\left({\frac {1}{x}},{\frac {1}{y}}\right)}{M_{\text{lm}}\left({\frac {1}{x^{2}}},{\frac {1}{y^{2}}}\right)}}={\frac {2}{{\frac {1}{x}}+{\frac {1}{y}}}}}

## 由来

### 平均値の定理によるもの
平均値の定理から、導関数 f' が割線の傾きに等しくなるような実数 ξ が区間 (x, y) の中に存在する。すなわち
{\displaystyle \exists \xi \in (x,y):\ f'(\xi )={\frac {f(x)-f(y)}{x-y}}.}
対数平均は関数 f に自然対数 ln を、そしてその導関数 f' に 1/ξ を代入し、ξ について解くことで得られる。
{\displaystyle {\begin{aligned}&{\frac {1}{\xi }}={\frac {\ln {x}-\ln {y}}{x-y}}\\\therefore \quad &M_{\text{lm}}=\xi ={\frac {x-y}{\ln {x}-\ln {y}}}\end{aligned}}}

### 積分によるもの
対数平均は指数関数を用いた面積として解釈することもできる。
{\displaystyle M_{\text{lm}}(x,y)=\int _{0}^{1}x^{1-t}y^{t}\ \mathrm {d} t={\frac {y-x}{\ln {y}-\ln {x}}}.}
この解釈により対数平均がもついくつかの基本的な特性を簡単に導出できる。指数関数は単調であるため、長さ 1 の区間での積分は x, y によって制限される。積分演算子の斉次性も対数平均に反映され、
{\displaystyle M_{\text{lm}}(cx,cy)=cM_{\text{lm}}(x,y)}
となる。
以下のように、他にも対数平均を導く有用な積分表現がある。
- {\displaystyle {1 \over M_{\text{lm}}(x,y)}=\int _{0}^{1}{\operatorname {d} \!t \over tx+(1-t)y}}
- {\displaystyle {1 \over M_{\text{lm}}(x,y)}=\int _{0}^{\infty }{\operatorname {d} \!t \over (t+x)\,(t+y)}}

## 一般化
2種類の由来に応じて対数平均の一般化にも2つの方法があり、それぞれ異なる結果を与える。

### 平均値の定理によるもの
対数の n 階導関数についての差商に対する平均値の定理を考慮することにより、対数平均を n+1 変数に一般化できる。結果、
{\displaystyle M_{\text{MV}}(x_{0},\dots ,x_{n})={\sqrt[{-n}]{(-1)^{n-1}n\ln \left[x_{0},\,\dots ,\,x_{n}\right]}}}
を得る。ただし ln[x0, ..., xn] は対数の差商を表し、差商に対する平均値の定理よりある ξ に対して
{\displaystyle \ln \left[x_{0},\,\dots ,\,x_{n}\right]={\frac {1}{n!}}\left[{\frac {\mathrm {d} ^{n}}{\mathrm {d} x^{n}}}\ln {x}\right]_{x=\xi }={\frac {(-1)^{n-1}}{n\xi ^{n}}}}
が成り立つ。この式を ξ について解くことで上式は導かれる。
たとえば n = 2 のとき、3変数 x, y, z の対数平均は以下となる。
{\displaystyle M_{\text{MV}}(x,y,z)={\sqrt {\frac {(x-y)\left(y-z\right)\left(z-x\right)}{2\left\{\left(y-z\right)\ln {x}+\left(z-x\right)\ln {y}+\left(x-y\right)\ln {z}\right\}}}}}

### 積分によるもの
次の n+1 個の実数の組
{\displaystyle S:=\{\alpha _{0},\,\dots ,\,\alpha _{n}\mid \alpha _{0}+\dots +\alpha _{n}=1,\quad \alpha _{0}\geq 0,\dots ,\alpha _{n}\geq 0\}}
を考える。このとき対数平均は
{\displaystyle M_{\text{I}}\left(x_{0},\,\dots ,\,x_{n}\right)=\int _{S}x_{0}^{\alpha _{0}}\cdot \,\cdots \,\cdot x_{n}^{\alpha _{n}}\ \mathrm {d} \alpha }
と一般化される。これは指数関数の差商 exp[ln x0, ... , ln xn] を用いて簡単に書くことができ、
{\displaystyle M_{\text{I}}\left(x_{0},\,\dots ,\,x_{n}\right)=n!\exp \left[\ln {x_{0}},\dots ,\ln {x_{n}}\right]}
となる。
たとえば n = 2 のとき、3変数 x, y, z の対数平均は以下となる。
{\displaystyle M_{\text{I}}(x,y,z)=-2{\frac {x\left(\ln {y}-\ln {z}\right)+y\left(\ln {z}-\ln {x}\right)+z\left(\ln {x}-\ln {y}\right)}{\left(\ln {x}-\ln {y}\right)\left(\ln {y}-\ln {z}\right)\left(\ln {z}-\ln {x}\right)}}}